# Ty - supermodel (mùa 3)
Ty - supermodel, Mùa 3 là mùa thứ ba của Ty - supermodel trên kênh STS của Nga. Đây là một cuộc thi cạnh tranh của các thí sinh tham vọng không chuyên nghiệp. Alexander Tsekalo là host của mùa này.
Mỗi tập phim, 15 thí sinh chung cuộc được lựa chọn sẽ cùng sống chung trong khách sạn Rossiya ở Moscow. Họ phải đối mặt với các cuộc thi khác nhau trong buổi chụp hình, thể thao và giải trí với một vòng loại ở cuối mỗi tập phim, nơi một hoặc nhiều người được gửi về nhà.
Người chiến thắng trong cuộc thi này là Tatyana Pekurovskaya, 19 tuổi từ Voronezh. Cô giành được:
- 1 hợp đồng người mẫu với President Model Management trong 5 năm
- 1 hợp đồng người mẫu với Marilyn Agency ở Paris trong 3 năm trị giá $250,000
- Lên ảnh bìa và trang biên tập cho tạp chí Cosmopolitan
- Trở thành gương mặt mới cho Mia Cosmetic

## Các thí sinh
(Tuổi tính từ ngày dự thi)
| Thí sinh                | Tuổi | Chiều cao               | Quê quán         | Bị loại ở | Hạng         |
| ----------------------- | ---- | ----------------------- | ---------------- | --------- | ------------ |
| Olga Vyatkina           | 19   | 1,78 m (5 ft 10 in)     | Saint-Petersburg | Tập 1     | 15-14        |
| Polina Lynova           | 18   | 1,76 m (5 ft 9+1⁄2 in)  | Voronezh         | Tập 1     | 15-14        |
| Olga Kagarlitskaya      | 22   | 1,78 m (5 ft 10 in)     | Samara           | Tập 2     | 13           |
| Vera Kirienko           | 21   | 1,76 m (5 ft 9+1⁄2 in)  | Cheboksary       | Tập 3     | 12 (bỏ cuộc) |
| Svetlana Zavialova      | 20   | 1,78 m (5 ft 10 in)     | Blagoveshchensk  | Tập 3     | 11           |
| Olga Volkova            | 20   | 1,75 m (5 ft 9 in)      | Anapa            | Tập 4     | 10           |
| Maya Puzhaeva           | 18   | 1,78 m (5 ft 10 in)     | Novorossiysk     | Tập 4     | 9 (bỏ cuộc)  |
| Ekaterina Lomachinskaya | 17   | 1,75 m (5 ft 9 in)      | Poltava, Ukraina | Tập 5     | 8            |
| Elena Volkova           | 20   | 1,78 m (5 ft 10 in)     | Novosibirsk      | Tập 6     | 7            |
| Aleksandra Gurkova      | 17   | 1,78 m (5 ft 10 in)     | Moscow           | Tập 7     | 6            |
| Elvira Teslina          | 16   | 1,81 m (5 ft 11+1⁄2 in) | Volgograd        | Tập 9     | 5            |
| Aleksandra Kesova       | 18   | 1,81 m (5 ft 11+1⁄2 in) | Yekaterinburg    | Tập 10    | 4            |
| Anna Petukhova          | 19   | 1,81 m (5 ft 11+1⁄2 in) | Yekaterinburg    | Tập 11    | 3            |
| Viktoria Maruseva       | 21   | 1,80 m (5 ft 11 in)     | Samara           | Tập 12    | 2            |
| Tatyana Pekurovskaya    | 19   | 1,80 m (5 ft 11 in)     | Voronezh         | Tập 12    | 1            |

## Thứ tự gọi tên
| Thứ tự | Tập             | Tập           | Tập      | Tập      | Tập       | Tập    | Tập           | Tập                | Tập           | Tập           | Tập  | Tập      |
| Thứ tự | 1               | 2             | 3        | 4        | 5         | 6      | 7             | 8                  | 9             | 10            | 11   | 12       |
| ------ | --------------- | ------------- | -------- | -------- | --------- | ------ | ------------- | ------------------ | ------------- | ------------- | ---- | -------- |
| 1      |                 |               |          |          |           |        |               |                    | Aleksandra K. |               |      | Tatyana  |
| 2      |                 |               |          |          |           |        |               |                    | Tatyana       |               |      | Viktoria |
| 3      |                 |               |          |          |           |        |               |                    | Viktoria      |               | Anna |          |
| 4      |                 |               |          |          |           |        |               | Anna Aleksandra K. | Anna          | Aleksandra K. |      |          |
| 5      |                 |               |          |          |           |        |               | Anna Aleksandra K. | Elvira        |               |      |          |
| 6      |                 |               |          |          |           | Elvira | Aleksandra G. |                    |               |               |      |          |
| 7      |                 |               |          |          |           | Elena  |               |                    |               |               |      |          |
| 8      |                 |               |          |          | Ekaterina |        |               |                    |               |               |      |          |
| 9      |                 |               |          | Maya     |           |        |               |                    |               |               |      |          |
| 10     |                 |               | Svetlana | Olga Vo. |           |        |               |                    |               |               |      |          |
| 11     |                 | Aleksandra G. | Vera     |          |           |        |               |                    |               |               |      |          |
| 12     | Viktoria        | Olga K.       |          |          |           |        |               |                    |               |               |      |          |
| 13     | Olga Vy. Polina |               |          |          |           |        |               |                    |               |               |      |          |
| 14     | Olga Vy. Polina |               |          |          |           |        |               |                    |               |               |      |          |

     Thí sinh bị loại
     Thí sinh dừng cuộc thi
     Thí sinh chiến thắng cuộc thi
- Trong tập 3, Vera xin dừng cuộc thi vì lí do cá nhân. Chính vì thế, Anna đã được thêm vào cuộc thi để thay thế cô.
- Trong tập 4, Sau khi Olga Vo. bị loại thì Maya muốn xin dừng cuộc thi vì áp lực quá lớn. Nhưng Aleksander thông báo rằng kể cả cô muốn rời đi thì Olga Vo. vẫn bị loại, kết quả là cả 2 đều ra về.

### Buổi chụp hình
- Tập 1: Nữ hoàng Carnival
- Tập 2: Ảnh chân dung vẻ đẹp với nhện và rắn
- Tập 3: Áo tắm trong hồ bơi với cá heo
- Tập 4: Gái điếm trên giày patanh
- Tập 5: Thiên thần trên bạt lò xo
- Tập 6: Thức dậy trên giường
- Tập 7: Ảnh bìa tạp chí Cosmopolitan
- Tập 8: Phong cách thập niên 1920 với xe cổ điển
- Tập 9: Ảnh trắng đen khỏa thân với vải
- Tập 10: Bữa tối sang trọng
- Tập 11: Mơ mộng trong váy dạ hội